# Халіл аль-Гібру
Халіл аль-Гібру (араб. خليل الهبري; 1904 — 27 лютого 1979) — ліванський бізнесмен і політик, виконував обов'язки прем'єр-міністра Лівану у вересні 1958 року.

## Біографія
Народився в мусульманській родині, яка переїхала до Лівану з Магриба. Здобув інженерну освіту, займався торгівлею.
1952 року ввійшов до складу правління Бейрутської водопостачальної компанії при муніципалітеті ліванської столиці, згодом став головою правління й очолював компанію до 1972. 1957 року був членом парламенту, а також обіймав посаду міністра суспільних робіт у кабінеті Самі ас-Сольха. Під час кризи 1958 року впродовж кількох днів очолював перехідний уряд. Через його принципову позицію було спалено та зруйновано будинок прем'єр-міністра. На посаді прем'єр-міністра його замінив Рашід Караме, який сформував уряд національного примирення.